# آرامگاه شماره ۲۱۰۰ ماسونگو
آرامگاه شماره ۲۱۰۰ ماسونگو، (به کره‌ای: 마선구 ۲۱۰۰호) آرامگاهی شاهانه از سرزمین گوگوریو، برجا مانده از پایان سده چهارم، که در همواره دهکده هونگ‌سونگ، در شمال آبادی ماسان، در بخش جی‌آن از ولایت جی‌لین، در کشور چین جای دارد. این آرامگاه با شناسهٔ شماره ۲۱۰۰ در ناحیهٔ ماسان‌گو (JMM 2100) شناخته می‌شود. در سال ۲۰۰۴، این گ
ور به‌همراه آرامگاه‌های جانگ‌چون‌چونگ و تاهووانگ‌نونگ، در شمار آرامگاه‌های شاهان گوگوریو به فروزهٔ گنجینهٔ جهانی سازمان یونِسکو درآمد. هرچند نشانهٔ روشنی از دارندهٔ این گور در دست نیست، گمان می‌رود که آرامگاه یا به پادشاه بونگ‌سانگ یا به پادشاه سوسوریم تعلق داشته باشد.

## ساختار آرامگاه
این یک آرامگاه سنگی بزرگ است که تقریباً از یک طرف ۳۰ متر طول دارد و از نظر اندازه تا حدودی کوچکتر از سایر آرامگاه‌های سنگی بزرگ از نوع مقبره‌های سلطنتی است. از نظر شکل آرامگاه سنگی، می‌توان آن را با شکل درست قبل از تکمیل مقایسه کرد. سنگ‌های پایه به اندازه سنگ‌های اوسانها شماره ۹۹۲ مرتب نیستند، اما مانند روش چیدن دیوارهای یک دژ کوهستانی به صورت لایه لایه روی هم چیده شده‌اند.
بررسی آرامگاه شماره ۲۱۰۰ در ماسونگو تا پایین پایه انجام شد. به‌طور کلی، قبل از ساخت آرامگاه، زمین از طریق کار تراز کردن، تراز و فشرده می‌شود، اما در مورد آرامگاه سنگی، دقیقاً مشخص نیست که کار تراز کردن تا چه حد انجام شده است، اما گزارش شده است که سنگ‌های بزرگی در زیر هر گوشه پایه قرار داده شده‌اند تا تکیه‌گاه را تکمیل کنند. این می‌تواند گواهی بر این باشد که قبل از شکل یک پی با سنگ‌های مرتب در زیر پایه، مانند جانگچونچونگ یا تاوانگ‌نونگ، وجود داشته است. همانند تمام مراحل قبل از تاوانگ‌نونگ و چونچوچونگ، اتاق خاکسپاری تنها به‌طور مبهم به عنوان یک گوانگ‌سیل ارائه شده و جزئیات دقیقی ندارد.
اگر آن را به عنوان یک اتاق سنگی با شیب عمودی در نظر بگیریم، قضاوت در مورد آن دشوار است زیرا اتاق سنگی کج‌گوشه‌ای شکل، که آویز پرده نامیده می‌شود و در یک اتاق سنگی با شیب افقی استفاده می‌شود، تأیید شده است. از سوی دیگر، قضاوت در مورد آن آسان نیست زیرا گودال قسمت بالایی اتاق سنگی کم‌عمق است. با این وجود، تنها یک دلیل وجود دارد که چرا آرامگاه شماره ۲۱۰۰ ماسونگو، نسبت به آرامگاه شماره ۹۹۲ اوسانها، سودا چونگ و آرامگاه شماره ۲۱۱ چیلسونگسان، یک آرامگاه با اتاق سنگی جدیدتر در نظر گرفته می‌شود. تعداد تاشه‌های کاوش شده از آن پس از تاوانگ‌نونگ، دومین آرامگاه بزرگ است و بیشتر آنها مربوط به اواخر قرن چهارم هستند. با توجه به گاهشماری کاشی‌های سقف، یک کاشی سقف با طرح چرخشی ظاهر می‌شود، اما این یک شکل کامل در میان کاشی‌های سقف با طرح چرخشی است، یعنی متعلق به دوره متأخر است و یک کاشی سقف با طرح ابر ملی می‌باشد.
همچنین از نظر شکل نسبتاً طولانی است و جدیدتر از سه آرامگاه سنگی ذکر شده در بالا است؛ بنابراین، معمولاً آن را یک آرامگاه سنگی قدیمی‌تر از آرامگاه چونچو و جدیدتر از اوسانها شماره ۹۹۲ می‌دانند، اما در مقایسه با سایر آرامگاه‌ها قطعی نیست. با این حال، به‌طور کلی توافق شده است که از اواسط تا اواخر قرن چهارم باشد.

## دیگر
این بنا برای یک آرامگاه سلطنتی از قرن چهارم به بعد بسیار کوچک است. بنابراین برخی از محققان آن را به طور کلی از آرامگاه سلطنتی جدا می‌کنند، اما تصمیم‌گیری در مورد آن آسان نیست زیرا بسیاری از آثار باستانی برنزی-طلاکاری شده در اینجا کاوش شده‌اند. تصمیم‌گیری آسان در مورد آن دشوار است زیرا به تنهایی واقع شده است و با وجود کوچک بودن در مدت بعد از سده چهارم، به وضوح یک آرامگاه بزرگ است. این جسته ها، شبیه بحث در مورد این است که آیا آرامگاه گومگوانچونگ آرامگاه ماریپگان در شیلا است یا خیر .